# Gesellschaft zum Studium des Faschismus
Die Gesellschaft  zum Studium des Faschismus (GSF) war zu Zeiten der Weimarer Republik eine Organisation, die sich zum Ziel setzte, die Erfahrungen des italienischen Faschismus auf Deutschland zu übertragen und eine Einheit der politischen Rechten zu organisieren. Sie wurde am 5. Dezember 1931, wenige Wochen nach der Tagung der Harzburger Front, von Waldemar Pabst und Carl Eduard Herzog von Sachsen-Coburg und Gotha in Potsdam gegründet und stellte ein Bindeglied zwischen konservativen Kreisen (vor allem aus dem Militär, Wirtschaftsverbänden und der rechtsnationalistischen Presse) und der NSDAP dar. Die Studiengesellschaft verstand sich als ein Katalysator für die zielgerichtete Rezeption des Faschismus in Deutschland, vor allem unter den politischen und wirtschaftlichen Eliten. Gemeinsames Ziel war die Ablösung der demokratischen Ordnung und die Errichtung einer national ausgerichteten Diktatur.
Ab März 1932 fanden monatliche Vortragsabende im internen Kreis und verschiedenen geladenen Gästen statt, welche die Hauptaktivität der GSF darstellten. Sie ist trotz ihres Namens und der Vortragsveranstaltungen als politischer Klub zu charakterisieren. Die Diskussionsabende und die Arbeitsgruppen dienten vor allem politischen Zwecken. Schwerpunkt der Organisation war die Konzeption der künftigen Sozial- und Gewerkschaftspolitik, die sich dezidiert gegen die sozialistische Bewegung richtete.  Die gemeinsame Orientierung am italienischen Faschismus konnte dabei die Divergenzen zwischen den Vertretern der verschiedenen Interessengruppen temporär überbrücken. So hat die GSF dazu beigetragen, der Koalitionsregierung Hitler-Papen den Weg an die Macht zu ebnen.
Mit der Ernennung des Hitler-Kabinetts schien die GSF ihr Ziel erreicht zu haben. Zahlreiche ihrer Mitglieder rückten in den folgenden Wochen und Monaten in höchste Regierungsämter auf oder konnten einflussreiche Positionen innerhalb der sich bildenden Diktatur einnehmen. Die GSF selber konstituierte im März 1933 einen Aktionsausschuss, der sich als Beratungsinstanz der neuen Regierung vorrangig in Wirtschafts- und Sozialfragen etablieren wollte. Die Position der GSF, die einen universalen Faschismus für Europa forderte und sich sozialpolitisch am Vorbild des italienischen Faschismus orientierte, stand aber bald im Gegensatz zum Alleinherrschaftsanspruch der NSDAP. Daher geriet die Studiengesellschaft schnell in eine isolierte Position, konnte keinen weiteren Einfluss gewinnen und wurde Ende 1933 aufgelöst.

## Mitglieder
Der Gesellschaft gehörten im Verlauf ihres Bestehens 329 Mitglieder an, fast durchgängig hochrangige Vertreter verschiedener Interessengruppen des antirepublikanischen Spektrums. Als politischer Klub etablierte die GSF ein eigenes Netzwerk, das sich überwiegend aus führenden Persönlichkeiten der rechtskonservativen und nationalistischen Parteien und Verbände, aus Repräsentanten der Großindustrie, des ostelbischen Landadels sowie jeweils ihrer Lobbyverbände, aus Berufsoffizieren sowie aus konservativen bis nationalistischen Intellektuellen, Publizisten, Journalisten und Verlegern zusammensetzte. Die Organisation teilte sich in 107 ordentliche und 222 Studienmitglieder auf, die wiederum in verschiedene Arbeitsgruppen aufgeteilt waren. Die meisten Mitglieder kamen parteipolitisch aus der DNVP und der NSDAP, andere Parteien waren nur marginal vertreten. Der Stahlhelm war mit zahlreichen Personen auch aus der Leitungsebene vertreten. Die meisten Mitglieder kamen aus dem Bereich der Wirtschaft, als Unternehmer oder Funktionäre der Interessenverbände von Schwerindustrie und Agrarwirtschaft. 
Mitglieder waren unter anderem:
- Herbert von Bose, Mitarbeiter beim Deutschen Überseedienst
- Theodor Duesterberg, Vorsitzender des Stahlhelm, Bund der Frontsoldaten
- Franz von Epp, Politiker
- Hanns Heinz Ewers, Schriftsteller
- Otto Christian Fischer, Vorstandsmitglied Reichs-Kredit-Gesellschaft AG
- Walther Funk, Politiker und Journalist
- Hermann Göring, Politiker
- Max Hahn, Geschäftsführer des Mitteleuropäischen Wirtschaftstages
- August Heinrichsbauer, Lobbyist des Bergbauvereins
- Friedrich Hielscher, Schriftsteller
- Rudolf Kratochwill, Vorstandsmitglied Deutscher Ring Lebensversicherung.
- Arno Kriegsheim, Geschäftsführer des Deutschen Landbundes
- Gustav Krukenberg, Geschäftsführer des Deutsch-Französischen Studienkomitees,
- Hans von Loewenstein zu Loewenstein, geschäftsführendes Vorstandsmitglied des Bergbauvereins
- Erich Lübbert, Generaldirektor der Aktiengesellschaft für Verkehrswesen
- Friedrich Minoux, Industrieller
- Waldemar Pabst, Geschäftsführender Vorsitzender; Putschist; Direktor bei Rheinmetall
- Günther Quandt, Industrieller
- Hans Reupke, Publizist
- Paul Rohde, Industrieller
- Hjalmar Schacht, Bankier
- Franz Schauwecker, Publizist
- Otto Schmidt-Hannover, Politiker
- Friedrich Reinhart, Vorstandssprecher Commerzbank
- Eduard Stadtler, Politiker
- Fritz Thyssen, Industrieller

Der KPD gelang es den Kundschafter Gert Caden in die GSF einzuschleusen.